# Billy Halop
William „Billy” Halop (n. 11 februarie 1920, New York City, New York, SUA – d. 9 noiembrie 1976, Brentwood⁠(d), California, SUA) a fost un actor american. A jucat în filme ca Îngeri cu fețe murdare sau Nu poți scăpa de crimă.
A fost primul care a condus trupa de tineri actori de teatru din New York  Dead End Kid, actori care au apărut în piesa de pe Broadway a lui Sidney Kingsley, Dead End în 1935. În 1937, producătorul Samuel Goldwyn i-a adus pe toți la Hollywood și a transformat piesa de teatru într-un film.

## Filmografie
- Dead End (1937) - Tommy
- Crime School (1938) - Frankie Warren
- Little Tough Guy (1938) - Johnny Boylan
- Angels with Dirty Faces (1938) - Soapy
- They Made Me a Criminal (1939) - Tommy
- You Can't Get Away with Murder (1939) - Johnny Stone
- Hell's Kitchen (1939) - Tony
- The Angels Wash Their Faces (1939) - Billy Shafter
- Dust Be My Destiny (1939) - Hank Glenn
- On Dress Parade (1939) - Cadet Maj. Rollins
- Call a Messenger (1939) - Jimmy Hogan
- Tom Brown's School Days (1940) - Flashman
- You're Not So Tough (1940) - Tommy Abraham Lincoln
- Junior G-Men (1940, serial) - Billy Barton
- Give Us Wings (1940) - Tom
- Sky Raiders (1941, serial) - Tim Bryant
- Hit the Road (1941) - Tom
- Mob Town (1941) - Tom Barker
- Sea Raiders (1941, serial) - Billy Adams
- Blues In The Night (1941) - Peppi
- Junior G-Men of the Air (1942, Serial) - Billy 'Ace' Holden
- Tough - They Come (1942) - Tommy Clark
- Junior Army (1942) - James 'Jimmie' Fletcher
- Mug Town (1942) - Tommy Davis
- Gas House Kids (1946) - Tony Albertini
- Dangerous Years (1947) - Danny Jones
- Challenge of the Range (1949) - Reb Matson
- Too Late for Tears (1949) - Boat Attendant (uncredited)
- Air Strike (1955) - Lt. Cmdr. Orville Swanson
- Boys' Night Out (1962) - Elevator Operator (nemenționat)
- The Courtship of Eddie's Father (1963) - Milkman (nemenționat)
- For Love or Money (1963) - Elevator Operator
- The Wheeler Dealers (1963) - Subpoena Server (nemenționat)
- A Global Affair (1964) - Cab Driver
- Mister Buddwing (1966) - Fredrick Calabrese 2nd Cab Driver
- Fitzwilly (1967) - Restaurant Owner (nemenționat)

### Televiziune
| An         | Serie                                | Rol                                                       | Note                                   |
| ---------- | ------------------------------------ | --------------------------------------------------------- | -------------------------------------- |
| 1951       | The Bigelow Theatre                  | Necunoscut                                                | Episodul Crossroad                     |
| 1952       | Racket Squad                         | Salesman                                                  | Episodul Accidentally on Purpose       |
| 1952       | The Unexpected                       | Anthony 'Tony' O'Brien                                    | Episodul Born Again                    |
| 1953       | Boston Blackie                       | Johnny Evans                                              | Episodul The Heist Job                 |
| 1953       | The Cisco Kid                        | Dr. Jerome Alpers / Cass Rankin                           | 2 episoade                             |
| 1953-1954  | Your Favorite Story                  | Randy Warren / Pidge                                      | 3 episoade                             |
| 1954       | Robert Montgomery Presents           | Necunoscut                                                | Episodul The Pale Blond of Sand Street |
| 1954       | The Jack Benny Program               | Call Boy / Delivery Man                                   | 2 episoade                             |
| 1955       | Big Town                             | Marty "Killer" Craig                                      | Episodul Egomaniac                     |
| 1956       | Steve Donovan, Western Marshal       | Fred Rowe                                                 | Episodul Stone River                   |
| 1957       | Telephone Time                       | Chaplain Raymond Hall                                     | Episodul Jumping Parson                |
| 1958       | Playhouse 90                         | Fourth Counsellor                                         | Episodul Free Weekend                  |
| 1959       | The Thin Man                         | Al                                                        | Episodul The Perfect Servant           |
| 1959       | Colonel Humphrey Flack               | Ambros                                                    | Episodul West of the Weirdos           |
| 1959       | Richard Diamond, Private Detective   | Charlie Cole                                              | Episodul Two for Paradise              |
| 1959       | Highway Patrol                       | Steve Dorn                                                | Episodul Desperate Men                 |
| 1960       | Wanted: Dead or Alive                | Cashier                                                   | Episodul Mental Lapse                  |
| 1961       | 77 Sunset Strip                      | Tim Acton                                                 | Episodul The Space Caper               |
| 1961       | 87th Precinct                        | Richard Samuelson                                         | Episodul Lady Killer                   |
| 1961       | Outlaws                              | Grady                                                     | Episodul The Verdict                   |
| 1962       | Wagon Train                          | Mr. Brewster                                              | Episodul The Jeff Hartfield Story      |
| 1962       | The New Breed                        | Unknown                                                   | Episodul Walk this Street Lightly      |
| 1962-1964  | Perry Mason                          | Barman / Man / Corbett                                    | 3 episoade                             |
| 1963       | I'm Dickens, He's Fenster            | Attendant                                                 | Episodul Mr. Takeover                  |
| 1963       | The Courtship of Eddie's Father      | Milkman                                                   |                                        |
| 1963       | Going My Way                         | Mr. Thompson                                              | Episodul A Tough Act to Follow         |
| 1963       | Glynis                               | Riley                                                     | Episodul '"Ten Cents a Dance           |
| 1963       | The Fugitive                         | Mike                                                      | Episodul Terror at High Point          |
| 1963, 1965 | The Andy Griffith Show               | Tiny / Charlie                                            | 2 episoade                             |
| 1963       | The Fugitive                         | Mike                                                      | Episodul Terror At High Point          |
| 1963-1964  | The Adventures of Ozzie and Harriett | Drive-in ticket clerk / Newspaper Man / Pool Hall Manager | 3 episoade                             |
| 1964       | Vacation Playhouse                   | Soldier #2                                                | Episodul Papa G.I.                     |
| 1965       | The F.B.I.                           | Manager                                                   | Episodul To Free My Enemy              |
| 1965, 1968 | Gomer Pyle: USMC                     | Attendant / Hawkins                                       | 2 episoade                             |
| 1966-1967  | Gunsmoke                             | Bartender / Barney                                        | 3 episoade                             |
| 1969       | Adam-12                              | Judge George Perkins                                      | Episodul Log 123: Courtroom            |
| 1969       | Land of the Giants                   | Bartender Harry                                           | Episodul Our Man O'Reilly              |
| 1970       | Julia                                | Security Guard                                            | Episodul Ready, Aim, Fired             |
| 1970       | Bracken's World                      | Pat, the projectionist                                    | 2 episoade                             |
| 1971-1976  | All in the Family                    | Bert Munson                                               | 10 episoade                            |
| 1971       | O'Hara, U.S. Treasury                | Bart                                                      | Episodul Operation: Bandera            |
| 1974       | The Phantom of Hollywood             | Studio Engineer                                           | TV film                                |